# Ione Skye

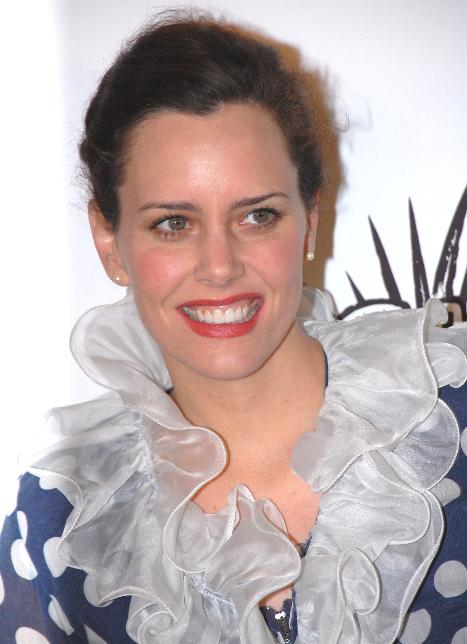
Ione Skye, 2007

Ione Skye (* 4. September 1970 in London) ist eine britische Schauspielerin.

## Leben und Leistungen
Ione Skye wurde unter dem Namen Ione Skye Leitch als Tochter des schottischen Sängers Donovan und des US-amerikanischen Fotomodells Enid Karl geboren. Sie ist die Schwester des Schauspielers Donovan Leitch. Sie besuchte 1987 die Hollywood High School.
Skye debütierte im Filmdrama Das Messer am Ufer (1986), in dem sie neben Crispin Glover und Keanu Reeves eine größere Rolle spielte. Für diese Rolle wurde sie im Jahr 1988 für den Young Artist Award nominiert. Im Science-Fiction-Film Gestrandet aus dem Jahr 1987 spielte sie bereits die Hauptrolle, im Filmdrama Teen Lover (1989) von Cameron Crowe trat sie neben John Cusack auf. In der Komödie Café Blue Eyes – Schlafloses Verlangen (1996) spielte sie die Hauptrolle, in einer der Nebenrollen trat Jennifer Aniston auf.
Skye war Ende der achtziger mehrere Jahre mit Anthony Kiedis, dem Sänger der Red Hot Chili Peppers, liiert. Von 1991 bis 1999 war sie mit dem Beastie-Boys-Mitglied Adam „Ad-Rock“ Horovitz verheiratet, den sie für eine lesbische Beziehung mit dem Fotomodell Jenny Shimizu verließ. Im Jahr 2001 heiratete sie David Netto, die Scheidung erfolgte im Jahr 2004. Sie hat eine Tochter aus der zweiten Ehe.

## Filmografie (Auswahl)
- 1986: Das Messer am Ufer (River’s Edge)
- 1987: Gestrandet (Stranded)
- 1987: Napoleon und Josephine (Pauline Bonaparte)
- 1988: Jimmy Reardon (A Night in the Life of Jimmy Reardon)
- 1989: Teen Lover (Say Anything…)
- 1989: Er? Will! Sie Nicht? (The Rachel Papers)
- 1992: Wayne’s World
- 1992: Gas Food Lodging – Verlorene Herzen (Gas Food Lodging)
- 1992: Samantha – Der Satansbraten aus dem Körbchen (Samantha)
- 1992: Guncrazy
- 1994: The Color of Evening
- 1994: Kampf der Hyänen (Girls in Prison)
- 1995: Four Rooms (alternativ: Silvester in fremden Betten)
- 1996: Groß wie Wassermelonen (The Size of Watermelons)
- 1996: Café Blue Eyes – Schlafloses Verlangen (Dream for an Insomniac)
- 1997: One Night Stand
- 1997: Schwiegermutter – Du zerstörst meine Familie (The Perfect Mother)
- 1999: Jump
- 1999: But I’m a Cheerleader – Weil ich ein Mädchen bin
- 2003: Dry Cycle
- 2004: Return to Babylon
- 2005: Ein Mann für eine Saison (Fever Pitch)
- 2006: The Lather Effect
- 2006: 12 Hours to Live
- 2007: Zodiac – Die Spur des Killers
- 2010: Die Akte Weihnachtsmann (The Santa Incident)